# TBO
TBO var en spansk serietidning, med vissa avbrott utgiven mellan åren 1917 och 1998. Den gavs ursprungligen ut av Buigas men bytte förlag ett stort antal gånger – till Estivill, Viña, Editorial Bruguera (1986) och från 1988 av Ediciones B. Tidningen gavs hela tiden ut från en redaktion i Barcelona och stor del av bidragsgivarna var katalaner men tidningen publicerades på spanska.
Tidningen kom att få en central roll i Spaniens utbud av serietidningar. Detta ledde så småningom till myntandet av begreppet tebeo – det fortfarande vanligaste ordet för tecknad serie på spanska i Spanien.
TBO riktade sig till barn och utvecklade en egen stil inom den spanska humorserieutgivningen. Några av tidningens mest inflytelserika serier hade titlar som  La familia Ulises (Benejam) och Los grandes inventos del TBO.
Förutom sin spanska huvudupplaga gav tidningen ut fyra specialnummer på katalanska i slutet av 1970-talet.

## Historik

### Tidiga år (1917–1938)
Det första numret av TBO publicerades den 17 mars 1917. Det trycktes i det litografiska tryckeriet hos Artuo Suárez i Barcelona. Till en böjan trycktes tidningen endast i en färg (blå), men från och med nummer nio kompletterades det blå trycket med röd. Joaquim Buigas Garriga ingick då i tidningens redaktion. En annan innovation som den nye redaktören införde var att publicera en hel serie på framsidan, istället för den enda seriebild som täckt de tidigare numrens framsidor.
Tidningens ursprungliga pris var 10 centimos. Den försålda upplagan steg successivt, från 9 000 exemplar 1917 till 220 000 år 1935. Detta gav TBO en position som den bästsäljande spanska serietidningen åren före spanska inbördeskrigets utbrott.
Under åren före inbördeskriget var den katalanska barnserietidningen Patufet (grundad 1921; till att börja med endast prissatt till 5 centimos) en av dess största konkurrenter.
Trots krigsutbrottet fortsatte tidningen att ges ut i den republikanska zone fram till 1938. Totalt publicerades under dessa 21 år 1 097 nummer.
TBO var tydligt inriktad mot en läsekrets i barnaåren, och inuti tidningen koncentrerade man sig på enklare humor utan politiskt eller satiriskt innehåll. Under mellankrigstiden producerade spanska serieskapare  som Donaz, Manuel Urda Marín (1888–1974), Tínez, Nit, Ricard Opisso (1880–1966), Méndez Álvarez och Castanys material för tidningen. Man ägnade mindre plats åt importerat material, även om George McManus, Otto Soglow och McClure ibland syntes i tidningen. Det mesta av seriematerialet var korta skämtserier, utan återkommande seriefigurer.
På 1920-talet kompletterades TBO med bilagan El semanário BB, vilken inriktade sig mot flickserier.

### Andra epoken (1941–1952)
Efter inbördeskrigets slut återkom tidningen med en mer oregelbunden utgivning mellan 1941 och 1952. Under dessa år publicerades sammanlagt 131 olika nummer, vilka gavs ut som separata publikationer och med en titel som skilde sig från gång till gång.

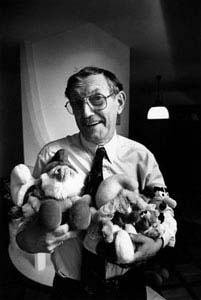
Smurfarna av Peyo var en av få importserier på senare år.

### Tredje epoken (1952–1972)
Så småningom återgick TBO till en regelbunden utgivning, och från och med 1952 inleddes den tredje utgivningsepoken i tidningens historia. Då nollställdes också tidningsnumreringen, och fram till 8 december 1972 kom därefter totalt 789 nummer ut. Under dessa år etablerades ett antal fasta inslag i tidningen, inklusive La familia Ulises, Eustaquio Morcillón och Melitón Pérez (alla tecknade av Benejam),  Los grandes inventos del TBO (av olika tecknare) och Josechu el vasco (av Joaquim Muntañola. Ett annat av de viktigare namnen från denna tid var Josep Coll. 
Nedan listas de mest produktiva bidragsgivarna till tidningen under åren 1952–1972:

- Benejam (1890–1975)
- Josep Coll (1923–1984)
- Joaquim Muntañola (1914–2012)
- Salvador Mestres (1910–1975)
- Joan Rafart (1928–1997)
- Blanco (Josep Maria Blanco Ibarz, född 1926)
- Antonio Ayné Esbert (1920–1980)
- Arturo Moreno (1909–1993)
- Ramon Sabatés (1915–2003)
- Antonio Mestre
- Joan Bernet Toledano (1924–2009)
- Frape
- Juan Blancafort
- Serra Massana (1896–1980)

Även under denna period var det glest mellan de importerade bidragen. Här kan dock nämnas tidningssektionen El reyecito som tecknades av den New York-baserade Otto Soglow (1900–1975).

### Fjärde epoken (1972–1983)
Den 15 december 1972 bytte tidningen namn till TBO 2000. Återigen påbörjades en ny numrering av tidningen, nu från 2000 (man antog att tidningen redan kommit ut med 1999 nummer Under denna 11 år långa utgivningsperiod producerades sammanlagt 503 vanliga nummer, samt diverse specialnummer och 22 årsnummer. Den här varianten av tidningen försökte förnya sig, inklusive att man inkluderade importserier som Florentino y su vecino och Los Tebeitos (Smurfarna på svenska), båda från den belgiska serietidningen Spirou.
Tidningen upplevde under dessa år en allt hårdare konkurrens från de olika serietidningarna från Editorial Bruguera, vilket ledde till ekonomiska svårigheter och nya påtvungna förändringar. Från och med januari 1980 bytte tidningen återigen namn, denna gång till El TBO, och innehållet var i första hand repriser från tidigare nummer. Tidningen försökte sig 1981 på att distribueras som bilaga till tidningen Lecturas, men året därpå återkom man i tidningskiosken som egen tidning. I maj 1983 upphörde dock tidningsutgivningen, och samma år köptes utgivningsrättigheterna upp av den arga konkurrenten Bruguera.

### Femte epoken (1986)
1986 återuppstod tidningen som en av Brugueras tidningen. Endast sju nummer hann dock ges ut innan hela Editorial Bruguera lades ner.

### Sjätte epoken (1988–1998)
En sista återuppväckelse av TBO gjordes 1988, av Brugueras efterföljare Ediciones B. Denna gång presenterades tidningen som månadstidning, och totalt publicerades 105 nummer. Septembernumret 1998 blev dock tidningens sista.
Ediciones B (som 2017 köptes upp av Penguin Random House) gav under kommande år ut en handfull specialutgåvor kopplade till TBO-titeln.